# رونالد روس
السير رونالد روس (13 مايو 1857 - 16 سبتمبر 1932)، طبيب إنجليزي متخصص في علم الأمراض (الباثولوجيا)، حصل على  جائزة نوبل في الطب عام 1902 وذلك لبحوثه حول كيفية انتشار مرض الملاريا.
ولد روس في ألمورا بالهند في 13 مايو 1857، وتوفي في لندن بإنجلترا في 16 سبتمبر 1932، وعمره 75 سنة. درس الطب بمستشفى المدرسة الطبية في سانت بارثلميو في إنجلترا، وحصل من هناك على درجة الدبلوم في الطب عام 1879 وعمره 22 سنة. بعد حصوله على الدبلوم انتقل روس إلى الهند حيث زاول مهنة الطب هناك، وعمل طبيباً عسكرياً بالخدمات الطبية الهندية في الفترة (1881-1899) ثم انتقل إلى إنجلترا حيث عمل باحثاً وأستاذاً بمدرسة طب المناطق الحارة (الاستوائية) في ليفربول، وذلك من سنة 1899 وحتى بلوغه الستين وتقاعده سنة 1917.
انتقل روس بعد ذلك إلى مستشفى كلية الملك التابعة لجامعة لندن حيث عمل هناك طبيباً وأستاذاً في الفترة بين عامي 1817 و1923. وفي عام 1923 أنشئ معهد باسم روس (معهد روس) يتبع مستشفى أمراض المناطق الحارة بلندن، وعمل روس أول مدير للمعهد لمدة 9 سنوات انتهت عند وفاته عام 1932.

## النشأة والتعليم
ولد رونالد روس في ألمورا، الهند، شمال غرب نيبال، وهو الأكبر بين عشرة أطفال من السير كامبل كلاي غرانت روس، جنرال في الجيش الهندي البريطاني، وماتيلدا شارلوت إلدرتون. في سن الثامنة أرسل إلى إنجلترا ليعيش مع خالته وعمه في جزيرة وايت. التحق بالمدارس الابتدائية في رايد، وبالنسبة للتعليم الثانوي، تم إرساله إلى مدرسة داخلية في سبرينج هيل، بالقرب من ساوثامبتون، في عام 1869. ومنذ طفولته المبكرة، تطور شغفه بالشعر والموسيقى والأدب والرياضيات. في سن الرابعة عشرة حصل على جائزة في الرياضيات، وهو كتاب بعنوان Orbs of Heaven الذي أثار اهتمامه بالرياضيات. في عام 1873، في سن السادسة عشرة، حصل على المركز الأول في امتحان أكسفورد وكامبريدج المحلي في الرسم. على الرغم من رغبته في أن يصبح كاتبا، فقد رتب والده الالتحاق بكلية مستشفى سانت بارثولوميو الطبية في لندن في عام 1874. ولم يلتزم بالكامل، وقضى معظم وقته في تأليف الموسيقى، وكتابة القصائد والمسرحيات. غادر في عام 1880. في عام 1879 كان قد اجتاز الامتحانات في الكلية الملكية للجراحين في إنجلترا، وعمل كجراح سفينة على باخرة عبر المحيط الأطلسي أثناء دراسته للحصول على ترخيص جمعية الصيدلة. تأهل في المحاولة الثانية في عام 1881، وبعد تدريب لمدة أربعة أشهر في كلية الطب في الجيش، دخل الخدمة الطبية الهندية في عام 1881. بين يونيو 1888 وأيار / مايو 1889 أخذ إجازة دراسية للحصول على دبلوم في الصحة العامة من الكلية الملكية للأطباء وكلية الجراحين الملكية، وأخذ دورة في علم الجراثيم تحت إشراف البروفيسور E. E. Klein.

## الجوائز والتكريمات
حصل روس على عدد من الأوسمة العلمية الرفيعة منها ميدالية بارك الذهبية للبحوث الطبية 1895، ميدالية كاميرون من جامعة إدنبرة باسكتلندا 1901، الوسام الملكي من الجمعية الملكية البريطانية 1909، وكان روس قد اختير عضواً بالجمعية الملكية بلندن عام 1901، كما حصل على لقب سير (فارس) من الحكومة البريطانية عام 1911. نال روس جائزة نوبل في الطب لعام 1902 وهو ثاني عالم يحصل عليها في تاريخ الجائزة، وأول بريطاني يحصل عليها وذلك لبحوثه حول مرض الملاريا الذي بدأ دراساته عليه عام 1890 أثناء وجوده بالهند حيث قضى عدة سنوات في تلك الدراسة.

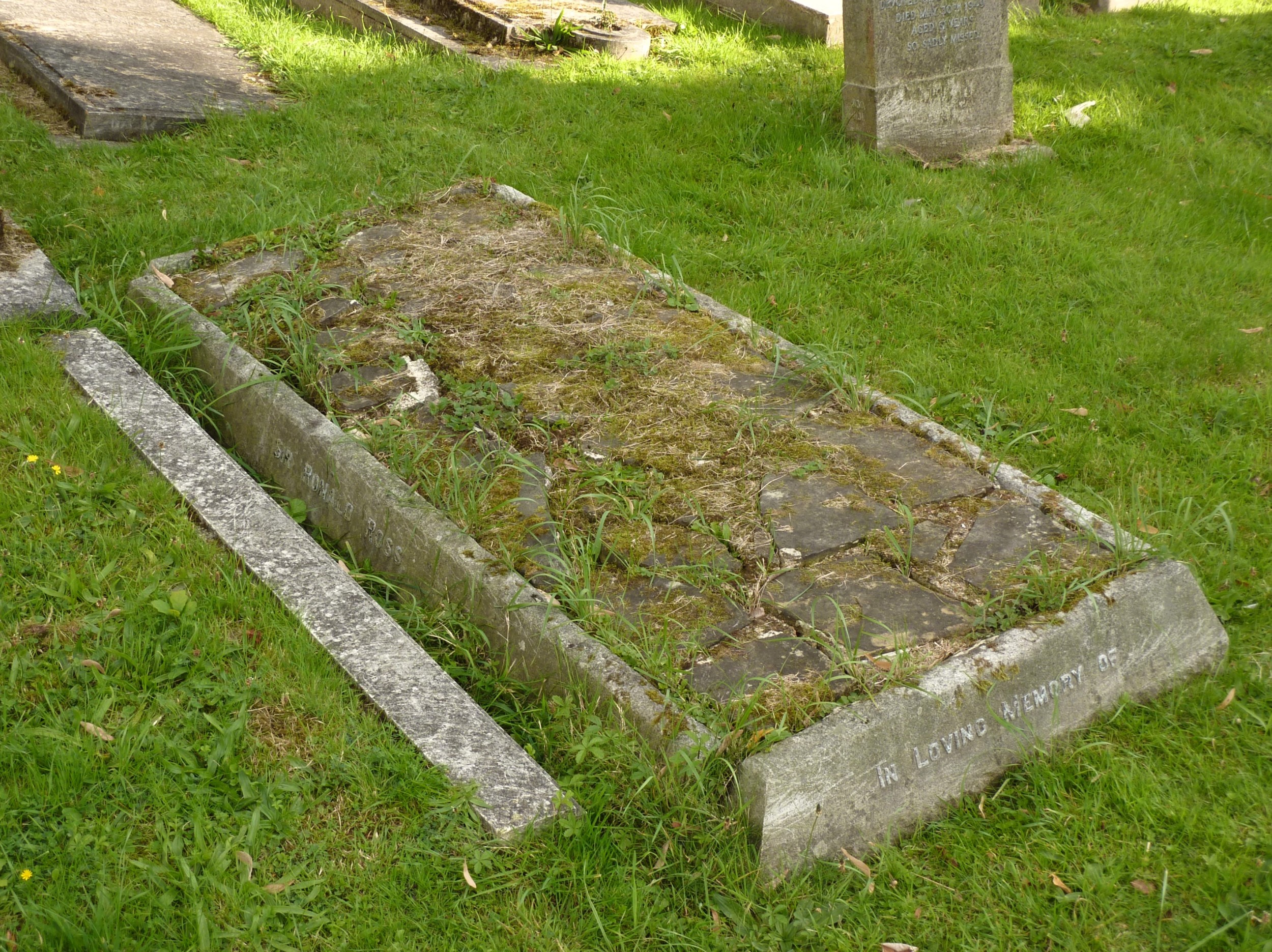
قبر روس في مقبرة بوتني فالي بلندن عام 2014

نشر روس أول بحوثه في هذا الموضوع عام 1897 في المجلة الطبية البريطانية في عددها الثاني بعنوان (حول بعض الخلايا الصبغية الغريبة التي وجدت في دم مصاب بمرض الملاريا) وقد أثبت فيه روس أن بعوضة الأنوفيلس هي التي يتم بواسطتها نقل مرض الملاريا. انتقل روس بعد ذلك إلى اكتشاف وتطوير طرق للقضاء على بعوضة الأنوفليس التي تنقل جرثومة الملاريا، وبذلك قام بتوفير إمكانية الوقاية من هذا المرض الخطير، ونشر روس كتابين حول هذا الموضوع نشرهما في لندن: الأول عام 1910 بعنوان (الوقاية من الملاريا)، والثاني عام 1928 بعنوان (دراسات حول مرض الملاريا). اشتهر روس أيضاً إلى جانب كونه طبيباً باحثاً بأنه قصصي وموسيقي وشاعر ومحرر صحفي أيضاً.

## روابط خارجية
- رونالد روس على موقع الموسوعة البريطانية (الإنجليزية)
- رونالد روس على موقع إن إن دي بي (الإنجليزية)